# Klimpe
En klimpe er en sjælden type lav bakke  med flad eller konkav top, der er opstået ved vinderosion af  våde sandklitter. Klimper er foreløbig kun beskrevet fra få steder i Sønderjylland i Danmark og desuden fra Holland.
Ordet klimp er et gammelt dansk ord for jordklump eller jordknold.
Det, der blev til klimpen, var oprindeligt en mose. For klimperne i Stensbæk Plantage antages det, at de er opstået på hedesletten foran isranden på en overflade af flyvesand (der var kun lidt vegetation, der kunne have holdt på sandet). Sandet der har lagret sig for ca. 12.000 år siden under sidste istids sidste kuldeperiode (Yngre Dryas). Ved Stensbæk har dette samlet sig i et ca. 5 meter tykt lag. Sandlaget har derpå ligget stabilt i flere tusinde år. 
Landbrugets skovrydninger og skovbrande har åbnet landskabet igen.   I løbet af den koldere jernalder har der dannet sig en podzol-jord, idet organiske syrer dannet i det øverste nedbrydningslag har opløst jern- og aluminiumsholdige mineraler, der igen er udfældet som et al-lag en halv til en meter nede. De steder, hvor allaget blev så kraftigt, at det kunne standse nedsivningen af regnvand, dannedes der næringsfattige hedemoser. Efterhånden som jorden mellem moserne blev opdyrket, kunne vinden igen få fat i sandet, og en sandflugt begyndte. Dette synes at være sket under den lille istid, altså inden for de sidste ca. 400 år. Det sand, der lå oven på moserne, blev liggende, måske er der kommet mere sand til. Fygesandet, der blev fjernet mellem klimperne, dannede klitter på begge sider af Gels å.
Klimperne er mindst 3 meter høje, flade at se på, men har en randvold af sand, og er altså konkave. I hulheden står der ofte vand på grund af det vandstandsende lag.  
Klimper kendes i Danmark i Stensbæk Plantage vest for Gram og i Frøslev Plantage, i Urhøje- og Myrhøje Plantager  samt  Hoverdal  Klitsø.